# John Salisbury
John Salisbury (Birmingham, Reino Unido, 26 de enero de 1934) fue un atleta británico, especializado en la prueba de 4x400 m en la que llegó a ser medallista de bronce olímpico en 1956.

## Carrera deportiva
En los JJ. OO. de Melbourne 1956 ganó la medalla de bronce en los relevos 4x400 metros, con un tiempo de 3:07.2 segundos, llegando a meta tras Estados Unidos y Australia (plata), siendo sus compañeros de equipo: Derek Johnson, Peter Higgins y Michael Wheeler.